# M'Passi
M'Passi, de son vrai nom Mpassi Bamanga, est une chanteuse franco-congolaise. Elle est une ancienne membre des groupes Bisso Na Bisso et Melgroove, avec lequel elle rencontre le succès en 1998. Elle lance sa carrière solo en 2009, et publie son premier album Je serai là en 2011. Elle est la cousine du rappeur franco-congolais Passi,

## Biographie
M'Passi lance sa carrière musicale en 1994, à la rencontre de Sacha, le fils du chanteur congolais Pamelo Mounka, avec qui elle réalise ses débuts sur scène. Elle forme par la suite, avec sa sœur Deidi, le groupe Apoca qui deviendra par la suite Melgroove, lorsqu'un troisième membre, Ndee les rejoindra,. 
En 1998, sort le premier album de Melgroove intitulé Apoca arrive, qui connait un véritable succès avec les titres Apoca arrive, Adieu et Pas toi, reprise de Jean-Jacques Goldman. Le single de ce dernier titre est vendu à plus de 220 000 exemplaires[réf. nécessaire]. La même année, le groupe est nommé aux Africa Awards et remporte le prix de la « révélation afro musique de l’année » à Abidjan, en Côte d'Ivoire. Toujours en 1998, M’passi participe à l’aventure de Bisso Na Bisso, avec lequel elle remporte un double disque d’or. Bisso Na Bisso réalise une grande tournée dans toute l’Afrique à l'occasion d’une campagne de sensibilisation contre le SIDA et lui vaut de rencontrer Michael Jackson et Nelson Mandela. En 2001 sort le second album de Melgroove intitulé Le temps qu’il faudra, sur lequel on retrouve la participation d'artistes tels que le groupe américain Das EFX, Yuri Buenaventura ou encore Sté Strausz. M'Passi donne naissance à une petite fille en 2002. plus tard, elle participe à la comédie musicale africaine Jambo, puis à la compilation Ni putes ni soumises, du collectif du même nom, co-réalisé par l’association SOS Racisme. La même année, elle écrit en compagnie du chanteur comorien Chebli Msaidie l’album JUA, rencontre entre la rumba congolaise et le taarab comorien.
En 2009, M'Passi se lance dans une carrière solo. Elle collabore avec Bisso Na Bisso sur la chanson Show ce soir, classé au top 3 des classements français en 2009. En 2011, elle publie son premier album solo, D’où je viens, dont le titre Je serais là est extrait. En 2013, elle publie un nouveau single intitulé Poom.

## Discographie

### Album studio
- 2011 : Je serai là

### Collaborations
- 1998 : Apoca arrive (avec Melgroove)
- 1999 : Racines (avec Bisso Na Bisso)
- 2000 : Le temps qu’il faudra (avec Melgroove)
- 2004 : Ni putes, ni soumises
- 2005 : Mon combat (M'passi feat. Straïka D)
- 2005 : Dis l'heure d'Afro Zouk (M'passi feat. Ben-J et Werrason)
- 2006 : JUA (M'Passi feat. Chebli)
- 2008 : Africa' (avec Bisso Na Bisso)